# 科卢什基

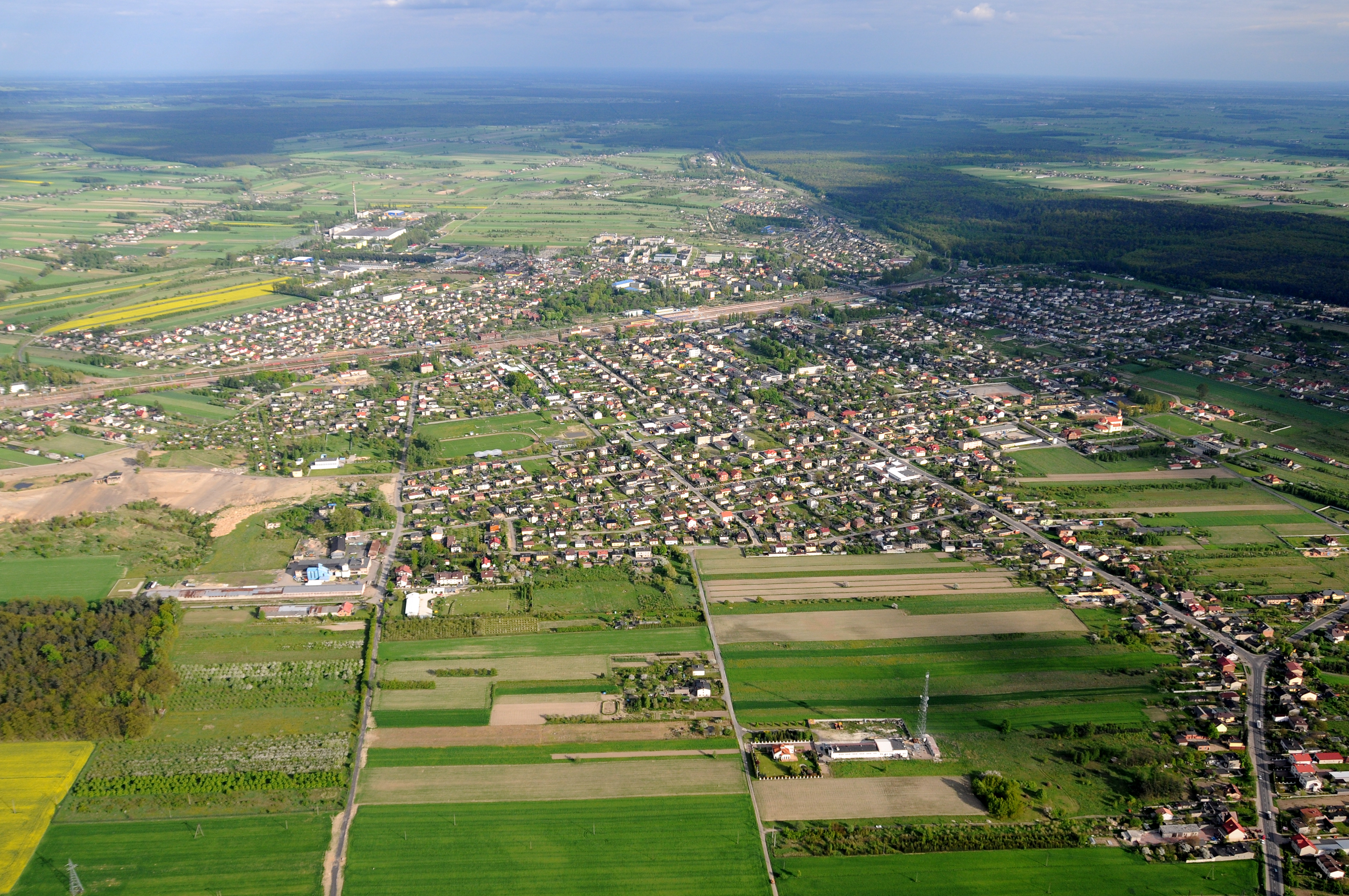
Koluszki

科卢什基是位于波兰中部罗兹省的一个镇，人口13,331（2004年）。